# 陳子謙
陳子謙（英語：Royston Tan，1976年10月5日—），新加坡導演。

## 生平
畢業於新加坡淡马锡理工学院視覺傳達設計。他自16歲起便開始拍短片，至今已有20多部短片作品及4部劇情長片。他的四部長片都以數字為片名，被新加坡媒體封為「數字導演」。

## 影視作品

### 執導長片
- 2003年：《15》

第16屆新加坡國際影展 – NETPAC 國際影評人聯盟獎 評委會世界評論家獎
2004年第10屆里昂亞洲電影節 – 最佳電影新聞次獎
2004年第6屆阿根廷布宜諾斯艾利斯國際獨立影展：“公教廣播影視協會特別表揚獎”、“最佳導演獎”
多維爾亞洲電影節 – 評委會特別獎
- 2006年：《4:30》

2006 夏威夷國際電影節NETPAC獎
2007 日內瓦黑色電影節 – 特別表揚獎
- 2007年：《881_(電影)》（881_(電影)）
- 2008年：《十二蓮花》（12 Lotus）

第22屆新加坡國際影展 – 新加坡電影獎：最佳導演
- 2015年：《想入飞飞》（3688）

### 執導短片
1997
1999
2000
- 《子》（Sons）

第13屆新加坡國際影展：“最佳短片”、“特別成就獎”
2002年第23屆JVC東京錄影作品節：銀獎
2001
- 《福协隆》（Hock Hiap Leong）

21st Uppsala International Short Film Festival (Sweden) – International Jury Honorary Mention
2002年Tampere International Film Festival – Jury’s Diploma of Merit Award
2002
Promax Asia 2002 – Silver
紐約國際電影電視節 銀獎
- 《母》（Mother）

新加坡短片電影節：聲音獎
第6屆Thai Short Film and Video Festival – 最佳獨立短片獎
第15屆新加坡國際影展 – Special Achievement Award
“Fest Forward” – Audience Choice
2003年Mecal Film Festival – Special Mention
2003年Newport International Film Festival – Honorable Mention
2003年Oberhausen Short Film Festival – Special Mention Award
2003年Tampere Film Festival – Best Fiction Award
2003年第09屆香港獨立短片及影像媒體比賽 – Asian New Force 2003 Critics Awards
2004年韓國釜山亞洲短片電影節 卓越柯達電影獎
2003
- 《老人與海》（The Old Man and The River）

2004
Panasonic Digital Filmmaker Awards 2004 First Prize
2005年 3rd Vladivostok Pacific Meridian Film Festival – Best Short Film
2005年 Clermont-Ferrand Short Film Festival – Canal+ Award 2005
- ：、《舊國會大廈》（Old Parliament House）、
- 《缺席者》（The Absentee）

2005
- 《無心呢喃》（Careless Whisperer）[3]
- 《猴子戀》（Monkeylove）

2006 Sapporo Short Shorts Special award
2006 Fitzroy Short Film Festival – Audience Prize
2007 Main Prize of the 5th Festival Signes de Nuit
2007 第29屆法國克萊蒙費朗国际短片电影节 Grand prix
2006
- ）（新加坡国家博物院－新加坡生活畫廊）
- 《新赛凤》（Sin Sai Hong）【紀錄片】

2007
2008
2009
- 《小字條》（Little Note）
- 《一週年》（Anniversary）

2010
- 《阿公》（Ah Kong）
- 《魚問》（FishLove）

2011
2012
- 《老情人》（Old Romances）
- 《两个妈妈》（2 Mothers）[4]

2013
- 《薄饼》（Popiah）（凤凰视频“原乡与离散”系列主题微电影[5]）

### MV
- 1995年：
  - 南洋理工大學
- 1996年：
- 1997年：

### 其他
- 1998年：（家庭錄影帶）
- 2010年：《鳥之頌三部曲》（The Birdsong Trilogy）【電視電影】
- 2010年：《老地方》（与邓宝翠、唐惠龙为新加坡国庆日所製作[6]）【電視紀錄片】

### 演員
- 1998年：《純愛手冊》（The Teenage Textbook Movie）
- 1999年：
- 2005年：《伴我心》（Be with Me）

## 獎項
1999/2000
- 香港IDN卓越的數碼影像獎：

2001	
- 6th Malaysian Video Awards: ASEAN Director of the Year – Silver Award

2002
- The National Arts Council – Young Artist of the Year 2002
- Asian Television Awards 2002 – Technical and Creative Winner

Best of Show
Best Cinematography Award
2003
- Filmlet 2003 – Best International Short Film
- Brief Encounter Short Film Festival 2003
- Best International Short Film
- Kurzfilmtage Winterthur 2003 – Promotion Prize of the International Competition 03
- 22nd Uppsala International Short Film Festival (Sweden) "UppsalaFilmkaja" Award

2004
- Hall of Fame – Best Family TVC (Starhub)
- TIME Magazine – "Top 20 Asian Heroes"

2006
- 2006 HAF Award – “132”

2007
- Winner of the Silver Screen Gangster Award

2010
- 第01屆新加坡短片獎 – Honorary Award for "outstanding contribution to the film community through short films"

## 外部連結
- 陳子謙的Facebook專頁
- 陳子謙在互联网电影资料库（IMDb）上的資料（英文）（英文）
- 陳子謙在豆瓣上的资料（简体中文）
- 陳子謙在时光网上的簡介（简体中文）